# (1063) Aquilegia
(1063) Aquilegia ist ein Asteroid des Hauptgürtels, der am 6. Dezember 1925 vom deutschen Astronomen Karl Wilhelm Reinmuth in Heidelberg entdeckt wurde. 
Benannt ist der Asteroid nach der Pflanzengattung der Akeleien.